# 33 sceny z życia
33 sceny z życia (ang. 33 Scenes from Life, 2008) – polsko-niemiecki dramat obyczajowy w reżyserii Małgorzaty Szumowskiej. Obraz nagrodzony Nagrodą Jury – Srebrnym Lampartem podczas 61. Festiwalu Filmowego w Locarno. Następnie film został zaprezentowany podczas 33. Festiwalu Polskich Filmów Fabularnych w Gdyni, gdzie zdobył cztery nagrody, w tym za reżyserię. Podczas gali rozdania Polskich Nagród Filmowych – Orłów film również otrzymał cztery nagrody, w tym za najlepszy film roku, muzykę i montaż. Na 23. Festiwalu Tarnowskiej Nagrody Filmowej, film został nagrodzony statuetką „Maszkarona” (Grand Prix) oraz nagrodą „Kamerzysty” przyznawaną przez młodzież. Okres zdjęciowy trwał od 12 czerwca do 19 lipca 2007

## Obsada
- Julia Jentsch − Julia
- Peter Gantzler − Adrian, przyjaciel Julii
- Małgorzata Hajewska-Krzysztofik − Barbara, matka Julii
- Andrzej Hudziak − Jurek, ojciec Julii
- Maciej Stuhr − Piotr, mąż Julii
- Izabela Kuna − Kaśka, siostra Julii
- Roman Gancarczyk − Krzysiek, brat Julii
- Rafał Maćkowiak − Tomek, kolega Kaśki
- Renata Dancewicz − przyjaciółka Julii
- Maria Maj − pielęgniarka

i inni
Głosów użyczyli:
- Dominika Ostałowska − Julia
- Robert Więckiewicz − Adrian

## Opis fabuły
Film przedstawia dramatyczny rok życia głównej bohaterki trzydziestoletniej Julii, którą w ciągu krótkiego czasu dotyka szereg tragicznych wydarzeń – krótko po sobie umierają jej oboje rodzice, mąż Julii pochłonięty swoimi zajęciami za granicą nie udziela jej wsparcia, wkrótce ich związek rozpada się, ją samą dotyka zawodowa porażka, a na dodatek zdycha jej ulubiony pies. Kobieta wobec takiego zagęszczenia zdarzeń, odczuwanego jako absurdalne, zostaje całkowicie sama i staje przed koniecznością rozpoczęcia wszystkiego od początku, wejścia w końcu w dojrzałość i stanowienia o sobie samej.
Twórczyni filmu nie skrywała, że utwór ma liczne konotacje do jej osobistych doświadczeń, w tym odejścia obojga rodziców w okresie jednego miesiąca. Uznaje film za nową jakość we własnej twórczości – stwierdziła, że poprzednie jej filmy o tragedii umierania były w jakimś sensie nieprawdziwe, natomiast ten przedstawia zetknięcie się z kresem życia bliskich jako choć zwyczajność, to wywołującą zachowania nie ujęte w szablony, jak np. śmiech i wręcz przedziwny czarny humor zamiast łez.
Według krytyki film to nie tylko projekcja osobistych doświadczeń życiowych, ale przede wszystkim dojrzały przekaz twórczy przeciwstawiający wielowiekowym konwenansom będącymi też kulturowym tabu współczesne próby ich zanegowania i odrzucenia w imię wolności oraz osobistej tożsamości, a faktycznie w imię odrzucenia dojrzewania i przyśpieszonego dorastania do sytuacji życiowych. Jednocześnie jednak przekaz wskazuje pewne tabu nienaruszalne – jest nim kres życia ludzkiego, będący zdarzeniem naturalnym, ale zawsze zaskakującym.
Oceny dzieła zwracały też uwagę na aspekt warsztatowy – począwszy od zdjęć Michała Englerta i muzyki Pawła Mykietyna, a przede wszystkim brawurowe prowadzenie międzynarodowej ekipy aktorskiej z Julią Jentsch oraz Peterem Gantzlerem.